# Kamil Pietras
Kamil Pietras, né le 27 janvier 1988, à Chorzów, en Pologne, est un ancien joueur polonais de basket-ball. Il évolue durant sa carrière au poste de pivot.